# Juliette Mayniel
Juliette Mayniel (Saint-Hippolyte, 22 gennaio 1936 – San Miguel de Allende, 21 luglio 2023) è stata un'attrice francese.

## Biografia
Tra i suoi film si ricordano: Occhi senza volto (1960), Peccati in famiglia (1975), Il vizio di famiglia (1975), I prosseneti (1976), Il maestro di violino (1976) e Di padre in figlio (1982). Per la televisione interpretò diversi sceneggiati fra i quali L'Odissea (1968), dove impersonava Circe, e Madame Bovary (1978). Fu vincitrice nel 1960 di un Orso d'argento per la migliore attrice al festival di Berlino per l'interpretazione nel film Storia di un disertore.

## Vita privata
Era madre dell'attore Alessandro Gassmann, nato dalla sua relazione con Vittorio Gassman. È morta all'età di 87 anni a San Miguel de Allende, in Messico, dove si era trasferita da circa vent'anni.

## Filmografia

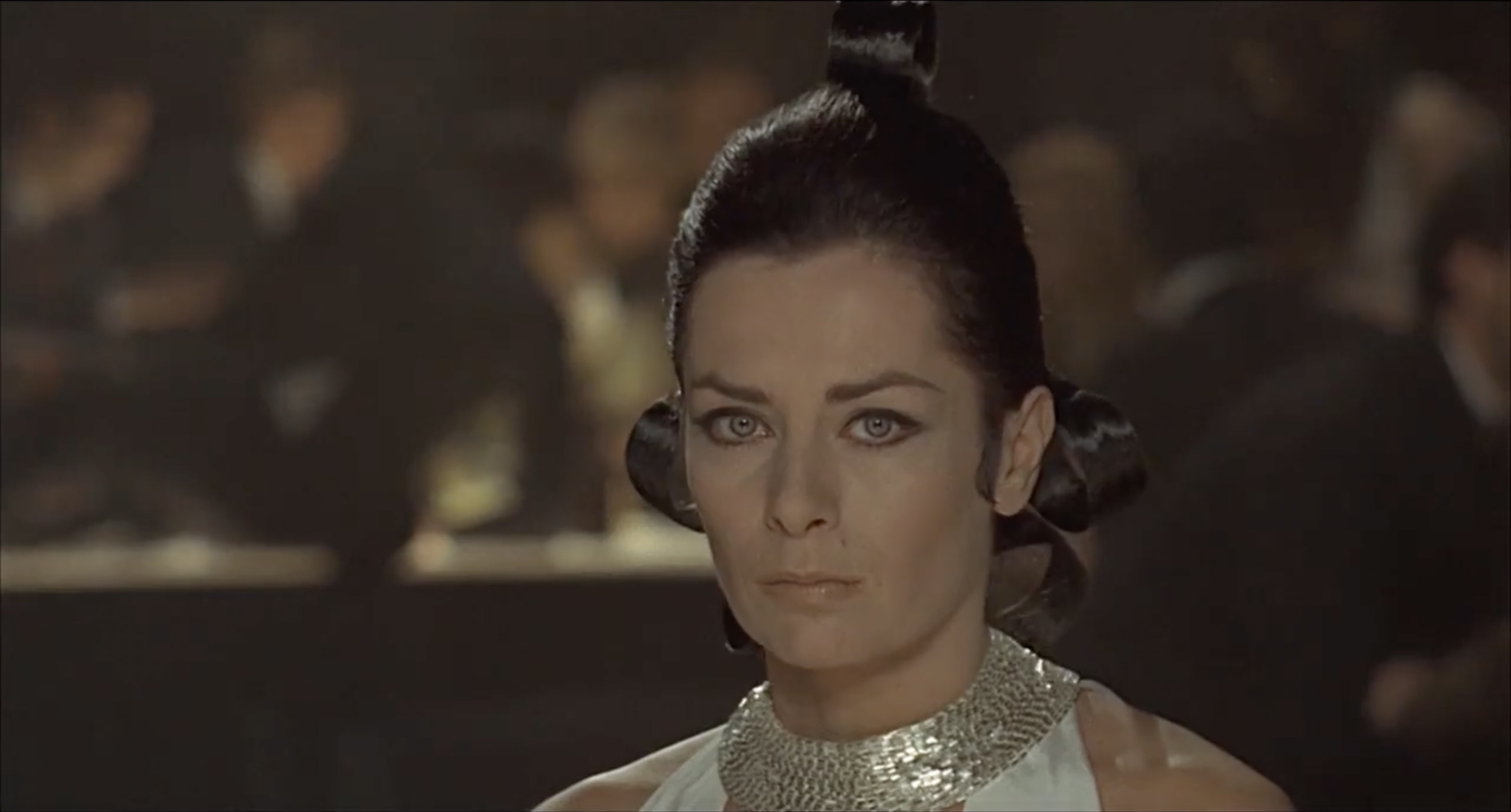
Juliette Mayniel in Scusi, facciamo l'amore? (1968)

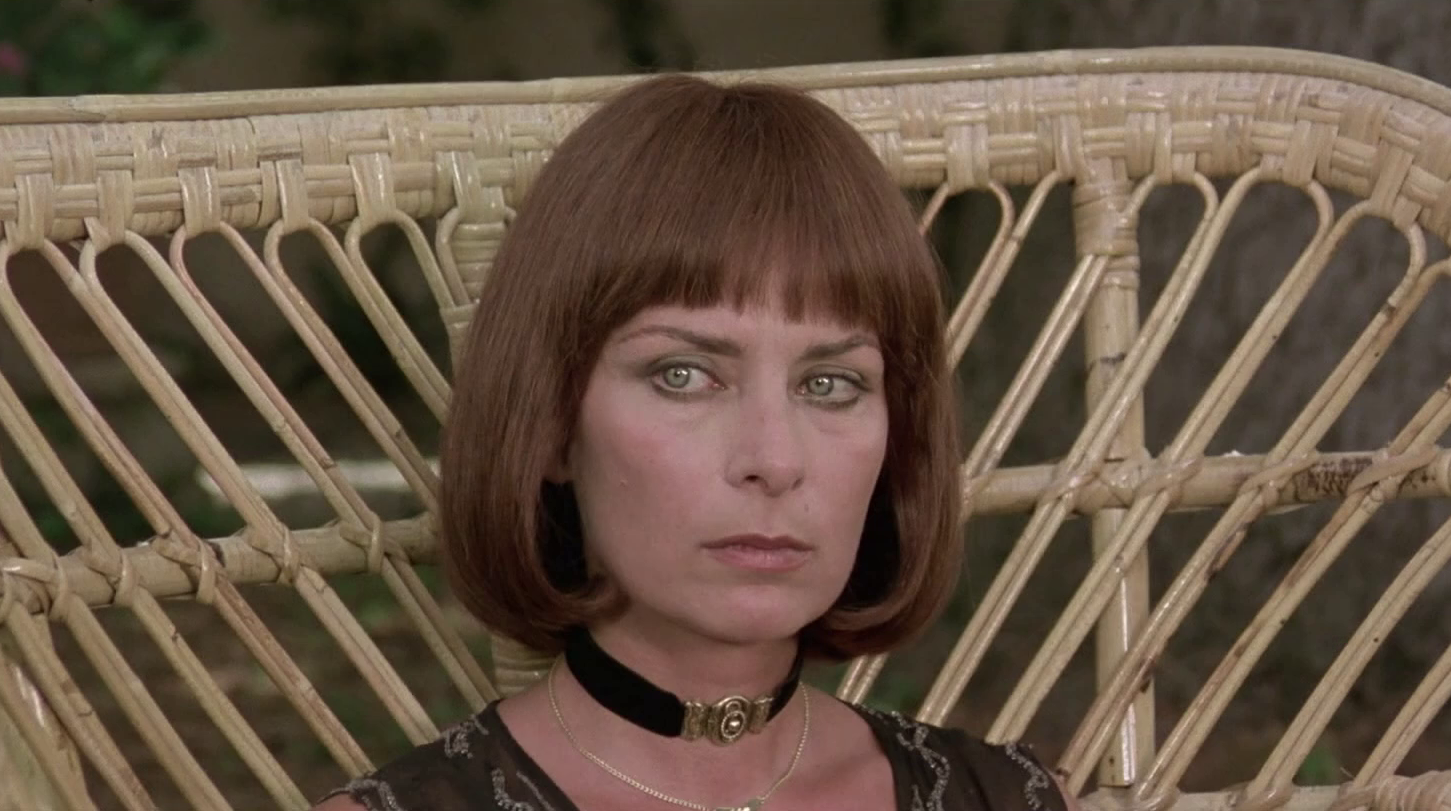
Juliette Mayniel ne Il vizio di famiglia (1975)

### Cinema
- Festa di maggio (Premier mai), regia di Luis Saslavsky (1958)
- La nuit des traqués, regia di Bernard-Roland (1959)
- Pêcheur d'Islande, regia di Pierre Schoendoerffer (1959)
- I cugini (Les Cousins), regia di Claude Chabrol (1959)
- Storia di un disertore (Kirmes), regia di Wolfgang Staudte (1960)
- Colpo alla nuca (Marche ou crève), regia di Georges Lautner (1960)
- Occhi senza volto (Les Yeux sans visage), regia di Georges Franju (1960)
- Un couple, regia di Jean-Pierre Mocky (1960)
- La guerra di Troia, regia di Giorgio Ferroni (1961)
- I bellimbusti (Les Godelureaux), regia di Claude Chabrol (1961)
- La peau et les os, regia di Jean-Paul Sassy (1961)
- Jusqu'à plus soif, regia di Maurice Labro (1962)
- Il diavolo sotto le vesti (À cause, à cause d'une femme), regia di Michel Deville (1963)
- Ofelia (Ophélia), regia di Claude Chabrol (1963)
- Landru, regia di Claude Chabrol (1963)
- Il passo, episodio di Amori pericolosi, regia di Giulio Questi (1964)
- Assassinio made in Italy, regia di Silvio Amadio (1965)
- Scusi, facciamo l'amore?, regia di Vittorio Caprioli (1968)
- Il gatto selvaggio, regia di Andrea Frezza (1969)
- L'alibi, regia di Adolfo Celi, Vittorio Gassman e Luciano Lucignani (1969)
- Un amore oggi, regia di Edoardo Mulargia (1970)
- Quella piccola differenza, regia di Duccio Tessari (1970)
- Piedone lo sbirro, regia di Steno (1973)
- Femmes au soleil, regia di Liliane Dreyfus (1974)
- Peccati in famiglia, regia di Bruno Gaburro (1975)
- Il vizio di famiglia, regia di Mariano Laurenti (1975)
- Bestialità, regia di Peter Skerl (1976)
- I prosseneti, regia di Brunello Rondi (1976)
- Il maestro di violino, regia di Giovanni Fago (1976)
- Solamente nero, regia di Antonio Bido (1978)
- Di padre in figlio, regia di Alessandro Gassmann e Vittorio Gassman (1982)
- Molly O, regia di Gino Bortoloni (1986)

### Televisione
- On roule à deux, regia di Georges Folgoas (1960)
- Odissea, regia di Franco Rossi – miniserie TV (1968)
- Droga w swietle ksiezyca (1972)
- Un anno di scuola, regia di Franco Giraldi – miniserie TV (1977)
- Madame Bovary, regia di Daniele D'Anza – miniserie TV (1978)
- Portrait de Vittorio Gassman – documentario (1979)

## Doppiatrici italiane
- Rosetta Calavetta in Peccati in famiglia, Il vizio di famiglia
- Fiorella Betti in La guerra di Troia
- Rita Savagnone in Bestialità
- Carla Todero in Piedone lo sbirro